# GET WILD PANDEMIC
「GET WILD PANDEMIC」（ゲット・ワイルド・パンデミック）は、T.UTUの楽曲。2017年10月25日にavex traxから配信限定シングルとしてリリースされた。

## 解説
「One Of A Kind」以来5年1か月ぶりとなるシングル作品で、ミニ・アルバム『mile stone』の発売に向けて先行配信された。本作はシングルとしては「Angel/ゼロよりも少ない始まり」以来26年ぶりに名義がT.UTUとなっている。
本作はTM NETWORKの10thシングル「Get Wild」をT.UTU with The Bandがアレンジし、宇都宮が2017年当時の歌声でレコーディングしたもの。
本楽曲は翌年2月に発売されたミニ・アルバム『mile stone』にてアルバム・ミックスとして初めてCD化された。そのため、シングル・ミックスは現在も未CD化のままである。
本曲はMVが制作されており、そのMVは同アルバムの付属DVDに収録されている。

## 収録曲
| #  | タイトル              | 作詞       | 作曲     | 編曲                |
| -- | --------------------- | ---------- | -------- | ------------------- |
| 1. | 「GET WILD PANDEMIC」 | 小室みつ子 | 小室哲哉 | T.UTU with The BAND |